# B Is for B-sides
B Is for B-sides è un album del gruppo ska punk statunitense Less Than Jake. È composto di canzoni registrate per il disco Anthem non incluse nella lista tracce finale. L'album è stato pubblicato nel 2004 dalla Sire Records. L'idea originale del gruppo era di pubblicare le 12 canzoni in 4 EP di 3 tracce ciascuno con diverse etichette. La Warner/Sire non ha apprezzato l'idea, così il gruppo ha pubblicato l'album.
La canzone Jay Frenzal si riferisce a Jason Whalley dei Frenzal Rhomb, che collabora anche nel pezzo A.S.A.O.K., acronimo di All Systems A-OK.

## Tracce
1. Portrait of a Cigarette Smoker at 19 – 3:16
2. Sleep It Off – 2:25
3. Last Rites to Sleepless Nights – 2:18
4. Bridge and Tunnel Authority – 3:28
5. Goodbye in Gasoline – 2:33
6. A.S.A.O.K. – 2:08
7. Jay Frenzal – 1:16
8. Showbiz? Science? Who Cares? – 2:21
9. Sobriety is a Serious Business and Business isn't So Good – 0:47
10. Nine-One-One to Anyone – 2:22
11. Robots One, Humans Zero – 2:42
12. National Anthem – 2:12